# オスロ国立芸術大学
オスロ国立芸術大学（英語: Oslo National Academy of the Arts、ノルウェー語: Kunsthøgskolen i Oslo, KHiO）は、ノルウェーのオスロにある大学。視覚芸術、デザイン、舞台芸術のプログラムを擁する。ベルゲン国立芸術大学とならび、ノルウェーにある視覚芸術・デザイン教育を行う2校の国立芸術大学の一角を占める。
『ビジネスウィーク』誌によると、オスロ芸大は世界のデザイン系大学ランキングにてトップ60校に含まれる。

## 沿革
オスロ芸大は1996年に下記の5大学の合併により生まれた。
- 国立工芸・芸術産業学校 1818年創立
- 国立芸術大学（The National Academy of Fine Arts）、1909年創立
- 国立演劇大学（The National Academy of Theatre）、1952年創立
- 国立オペラ大学（The National Academy of Opera）、1964年創立
- 国立バレエ大学（The National Academy of Ballet）、1979年創立

これらの大学は現在、次の3つの学部に再編されている。
- デザイン学部（Faculty of Design）
- 舞台芸術学部（Faculty of Performing Arts）
- 視覚芸術学部（Faculty of Visual Arts）

## キャンパス
オスロ芸大は、これまで何度か移転を繰り返してきた。2003年の夏、舞台芸術学部が新キャンパスに移転し、オスロ中心部のグリューナーロッカ地区にあるSeilduken紡績工場の跡地に校舎を構えた。2010年に、他の学部も合流した。
オスロ芸大の現在の所在地には、青い陶でできたオスロ福祉協会のブルー・プラークがあり、駐車場の入り口に掲げてある。プラークにはこう書かれている。「オスロ福祉協会：クリスチャニア・Seildugs紡績工場。1856年創立、1960年閉鎖。建築士P. H. ホルターマン」。

## 教員
視覚芸術学部には設置当初から2人の教員がいた。Jan Valentin Sætherは絵画担当の教員を1996年から2002年まで務めた。もう一人のIstvan Lisztesは彫刻担当の初代教授である。
現在所属する教員には次の人物がいる。Michael O'Donnell、A. K. Dolven、Dag Erik Elgin、Henrik Plenge Jakobsen、Aeron Bergman、Susanne Winterling、Jeannette Christensen、Stian Grøgaard。